# 宋任远
宋任远（1913年—2010年6月26日），男，奉天（今辽宁）昌图人，中华人民共和国政治人物，曾任中共吉林省委常委、统战部部长，吉林省政协副主席，吉林省人大常委会副主任，第三届全国人大代表、第三、五届全国政协委员。

## 生平
在陶行知在上海的山海工学团学习，加入中共外围组织“中国青年反帝大同盟”（简称“中青”）。1934年加入中国共产党。任中共上海中央局发行部（中共中央出版发行部）干事。1936年夏秋，随中共东北军工作委员会孙达生从上海到西安，准备去陕北向中共中央汇报工作，刘澜波遂派宋到东北军董道泉骑兵第十六团工作。宋从西安乘骑十六团的大卡车去该团驻地海原东面的七营镇，车上装着各种军用品，里面也有一部分是给红军代买的电器、药类等用品。陕西省委渭北工委宣传部长，1938年4月陕西省委东路特派员沈志民（即宋任远）在渭南县崇凝左尹小学主持渭华工委会议将中共渭华工（作）委（员会）分为两个县委：渭南县委、华县县委。渭南县工委书记王杰在陕北学习暂由沈志民代理县工委书记。西安市委宣传部长。1939年下半年在西安高崇民家里成立了中共西北工合办事处小组(又称党组)，由省委特派员宋任远负责联系。
抗战胜利后，任辽北昌图县县委委员、公安科长，辽吉二地委秘书长，长辽县委组织部部长，辽北省四平市委组织部部长，梨树县委副书记，辽北省省立辽北学院教导长，怀德县委书记。吉林省委统战部部长，吉林省人民政府委员会(1950.4～1958.3)委员。吉林省委统战部部长，吉林省人民委员会民族事务委员会主任（1955.1-1955.2），吉林省人民委员会第八办公室（对资改造）主任（1955.2-1958.4）。吉林省政协副主席（1955.2-）。1957年3月任吉林省委常委。吉林省第五届人大常委会副主任（1980.4）。